# Danny Hayes
Daniel „Danny“ Hayes (* 1946 in West Warwick, Rhode Island; † 10. Dezember 2004 in New York City) war ein US-amerikanischer Jazzmusiker (Trompete).

## Wirken
Hayes studierte am Berklee College of Music in Boston und zog anschließend nach New York City, wo er fortan als professioneller Musiker arbeitete. Mitte der 1970er-Jahre spielte er in der Buddy Rich Big Band (Big Band Machine). Als Solist war er in dessen Version von „Ease On Down the Road“ (1975) zu hören. Ferner spielte er bei Doc Severinsen, in Chuck Israels’ National Jazz Ensemble und bei Baird Hersey; 1977 wirkte er (u. a. mit John D’Earth, John Eckert, Tom Harrell, Mike Lawrence) bei der Produktion The All Star Trumpet Spectacular mit. 1980 war er Mitglied im Gerry Mulligan Orchestra; in den folgenden Jahren spielte er u. a.auch mit Vivian Lord, Reggie Johnson, Matthieu Michel (Blue Light) und Brad Buethe. In Europa ging er im Begleitorchester von Shirley Bassey auf Tour. Zeitweise lebte er in Griechenland; mit Manny Boyd spielte er außerdem mit Electric Jazz Trio aus griechischen Musikern. Im Bereich des Jazz war er laut Tom Lord zwischen 1970 und 1998 an 13 Aufnahmesessions beteiligt. Wegen einer Lungenerkrankung musste er seine Aktivitäten als Musiker reduzieren; er starb an den Folgen eines Hirntumors.